# Domingos Abrantes
Domingos Abrantes Ferreira (Vila Franca de Xira, 19 de janeiro de 1936) é um político e revolucionário português. Antifascista opositor ao regime do Estado Novo, é militante e funcionário do Partido Comunista Português (PCP). Foi, entre 2016 e 2022, membro do Conselho de Estado eleito pela Assembleia da República, em representação do PCP. Foi deputado à Assembleia da República pelo PCP, ininterruptamente, desde 1976 até 1995.

## Biografia
Nasceu em Vila Franca de Xira a 19 de janeiro de 1936, numa família de cinco filhos. Era muito novo quando se mudou para o bairro do Poço do Bispo, em Lisboa. Aos 11 anos começou a trabalhar numa fábrica. Pelos 17 anos de idade, entrou no Movimento de Unidade Democrática Juvenil. Tornou-se militante do PCP em 1954 e funcionário do partido na clandestinidade em 1956.
Foi detido pela PIDE pela primeira vez em 1959, na prisão do Aljube, e esteve depois de 1959 a 1961 em Caxias. Participou na fuga da prisão de Caxias em dezembro de 1961, quando fugiu da cadeia com outros presos políticos num Chrysler Imperial blindado que estivera ao serviço de Salazar. De 1965 a 1973 esteve preso em Peniche. Casou-se na prisão de Peniche em 1969 com Conceição Matos, com quem começara a namorar em 1963. Foi preso político por um total de onze anos, cinco dos quais sem ver a mulher e apenas correspondendo com ela por cartas vigiadas. Os tempos de prisão deixaram-no míope e sofreu tortura do sono e isolamento.
Foi membro do Comité Central do PCP de 1963 a 2016. Foi deputado à Assembleia da República pelo PCP pelo círculo de Setúbal, desde 1976 até 1991, e pelo círculo de Lisboa, de 1991 a 1995.
A 18 de dezembro de 2015, foi eleito para o Conselho de Estado pela Assembleia da República, numa lista conjunta dos partidos de esquerda pela qual foram eleitos também Carlos César (Partido Socialista) e Francisco Louçã (Bloco de Esquerda). Tomou posse como conselheiro de Estado a 12 de janeiro de 2016, sob a presidência de Aníbal Cavaco Silva. Cessou funções em 2022.